# Parkpoom Wongpoom
Parkpoom Wongpoom (Bangkok, 23 settembre 1978) è un regista e sceneggiatore tailandese.

## Biografia
Dopo esseri laureato all'università di Rangsit inizia la sua attività come regista di corti. La sua prima opera, Luang Ta, un cortometraggio di 8 minuti, partecipa a numerosi festival, arrivando a vincere il premio come miglior regista e migliore corto tailandese al Bangkok Film Festival del 2001.
Strinse una collaborazione con Banjong Pisanthanakun e diventa co-regista per i vari film prodotti, collabora con lo sceneggiatore Sopon Sukdapisit.

## Filmografia
- Shutter  (2004)
- Alone (2007)
- Phobia (2008)
- Phobia 2 (2009)

## Riconoscimenti
Fra i vari premi vinti:
- Screamfest
- Austin Fantastic Fest, 2007, premio speciale della giuria come migliore regista, Alone;[1]
- Gérardmer Film Festival, 2006, premio Audience Award per il miglior video, Shutter
- Toronto After Dark Film Festival, 2007